# ZOLA
ZOLA（ぞら）は、日本のボーカルグループ。ヤマハのボーカロイドソフト「ZOLA PROJECT」の実際に声を担当した人気読者モデル3人で結成され、2014年にメジャーデビューを果たした。

## 概要
読者モデルから俳優まで活動の幅を広げるリーダーのなのっくす。（宮崎湧）、まうい（カイトンマウイ）、みのルン（高橋実）の3人で結成され、2014年7月20日にColourful Recordsよりメジャーデビュー。オリジナルメンバーはヤマハのVOCALOIDプロデューサー瀬戸優樹により発掘され、プロデュースは聖地原宿でカリスマ的人気を誇るヘアサロン「OCEAN TOKYO」と、原宿系人気読モチーム「読モBG」が全面的に行った。
当初はライブパフォーマンスでは歌声に本人たちの声ではなくVOCALOID「ZOLA PROJECT」が使用されていたが2015年2月23日にみのルンがグループを脱退し、代わって新たに読モBGに所属する時人（三嶋時人）、ファッションチーム「FLASH TOKYO」に所属するDJ 2Gが加入。その後はメンバー本人による歌唱となった。
2017年12月28日にグループとしての活動を休止した。

## ZOLA PROJECT
VOCALOID10周年を記念して企画したVOCALOIDであり、KYO、YUU、WILという3人のライブラリが同梱されている。3人はそれぞれ別々の人物（KYO=なのっくす。、YUU=みのルン、WIL=まうい）から収録されており、それぞれ中の人が異なるというVOCALOID初の試みとなる。3人ともそれぞれソロも可能だが、同梱のプラグインによりコーラスやユニゾンの合唱が手軽に作成可能である。それまで、ソロ曲の制作を意図していたVOCALOIDにソロ曲以外の楽しみを提供することを目的としている。
イメージイラストには天野喜孝が起用されているが、イラストはあくまでイメージであり、キャラクターはユーザー側がつくり上げることで完成するとされている。さらにZOLAの題字「宙゛」の文字を書道家の武田双雲が担当している。公式デモ曲「BORDERLESS」は、浅倉大介と森雪之丞によってつくられた。
プロデューサーの瀬戸によると、ZOLAは「Zenith Operated Liaison Aggregation」の略であるが、ニコニコ超会議の登壇時に、男性版VOCALOIDを企画するにあたって、着メロサイト「ゴルゴンゾーラ」のキャラクターであるゴンゾーをメインキャラクターとしてイメージしたことから、ゴルゴンゾーラのURL（zola.jp）からとったとも発言している。
2023年6月30日にはVOCALOID6に対応したアップデート版「VOCALOID6 ZOLA Project」が発売された。3音源の内、KYOのみ新録されており、残りの2音源は過去の音源を再利用した物になっている。また、A.I.VOICEを使用したテキスト読み上げ音源も同時に発売された。イメージイラストは冨士原良の物に変更されている。